# Sarny
Sarny (en ucraniano Сарни) es una ciudad del noroeste de Ucrania, capital del raión homónimo en la óblast de Rivne. Está situada a orillas del río Sluch, a 82 kilómetros al norte de Rivne. Su población es de 29.117 habitantes (2017).

## Historia
Sarny formaba parte del Principado de Halych-Volynia antes de ser anexionado por el Gran Ducado de Lituania, y posteriormente de la República de las Dos Naciones. A partir de 1795 pasó a formar parte del imperio Ruso, en el marco de la región de Volinia. La ciudad actual nació en 1885 con la construcción de una estación ferroviaria con el nombre de Sarny, que significa cabras salvajes, debido a que este animal es muy abundante en la región. El desarrollo de la ciudad está estrechamente ligado al ferrocarril. En 1921 pasó a formar parte de Polonia. La ciudad contaba entonces con 5.931 habitantes. Era la sede de un condado, primero en el voivodato de Polesia, y posteriormente, a partir de 1930, en el voivodato de Volinia.
Durante los años 30, las autoridades militares polacas construyeron varias fortificaciones en la región de Sarny, conocida con el nombre de la zona fortificada de Sarny (Sarnenski Rejon Umocniony), a lo largo del río Sluch. El 17 de septiembre de 1939, a raíz de la invasión soviética de la Polonia oriental, la zona fortificada de Sarny, defendida por un pequeño número de soldados de los cuerpos de defensa de las fronteras, fue atacado por la 60.ª división de fusileros soviéticos. Los polacos resistieron durante tres días a pesar de la abrumadora superioridad de las fuerzas soviéticas. La ciudad fue anexionada por la Unión Soviética y pasó a formar parte de República Socialista Soviética de Ucrania. En junio de 1941, Sarny fue ocupada por la Alemania nazi. Los días 27 y 28 de agosto de 1942, aproximadamente 14.000 judíos de Volinia, fueron reagrupados en el ghetto de Sarny, y posteriormente ejecutados. Sin embargo, unos 500 lograron escapar a los bosques cercanos, y unos 100 sobrevivieron a la guerra. La ciudad fue retomada por el ejército rojo en 1944.

## Población
| 1989   | 2001   | 2005   | 2017   |
| ------ | ------ | ------ | ------ |
| 29.269 | 28.144 | 27.986 | 29.117 |

## Clima
| Parámetros climáticos promedio de Sarny (1981–2010) | Parámetros climáticos promedio de Sarny (1981–2010) | Parámetros climáticos promedio de Sarny (1981–2010) | Parámetros climáticos promedio de Sarny (1981–2010) | Parámetros climáticos promedio de Sarny (1981–2010) | Parámetros climáticos promedio de Sarny (1981–2010) | Parámetros climáticos promedio de Sarny (1981–2010) | Parámetros climáticos promedio de Sarny (1981–2010) | Parámetros climáticos promedio de Sarny (1981–2010) | Parámetros climáticos promedio de Sarny (1981–2010) | Parámetros climáticos promedio de Sarny (1981–2010) | Parámetros climáticos promedio de Sarny (1981–2010) | Parámetros climáticos promedio de Sarny (1981–2010) | Parámetros climáticos promedio de Sarny (1981–2010) |
| Mes                                                 | Ene.                                                | Feb.                                                | Mar.                                                | Abr.                                                | May.                                                | Jun.                                                | Jul.                                                | Ago.                                                | Sep.                                                | Oct.                                                | Nov.                                                | Dic.                                                | Anual                                               |
| --------------------------------------------------- | --------------------------------------------------- | --------------------------------------------------- | --------------------------------------------------- | --------------------------------------------------- | --------------------------------------------------- | --------------------------------------------------- | --------------------------------------------------- | --------------------------------------------------- | --------------------------------------------------- | --------------------------------------------------- | --------------------------------------------------- | --------------------------------------------------- | --------------------------------------------------- |
| Temp. máx. media (°C)                               | -0.5                                                | 0.7                                                 | 6.0                                                 | 14.3                                                | 20.7                                                | 23.2                                                | 25.3                                                | 24.5                                                | 18.8                                                | 12.6                                                | 5.1                                                 | 0.4                                                 | 12.6                                                |
| Temp. media (°C)                                    | -3.3                                                | -2.7                                                | 1.6                                                 | 8.5                                                 | 14.5                                                | 17.3                                                | 19.2                                                | 18.2                                                | 13.2                                                | 7.8                                                 | 2.1                                                 | -2.1                                                | 7.9                                                 |
| Temp. mín. media (°C)                               | -6.1                                                | -6.0                                                | -2.2                                                | 3.3                                                 | 8.5                                                 | 11.6                                                | 13.5                                                | 12.5                                                | 8.4                                                 | 3.8                                                 | -0.6                                                | -4.7                                                | 3.5                                                 |
| Precipitación total (mm)                            | 31.5                                                | 30.5                                                | 32.4                                                | 37.8                                                | 57.8                                                | 80.1                                                | 113.7                                               | 58.0                                                | 58.1                                                | 41.0                                                | 42.1                                                | 39.4                                                | 622.4                                               |
| Días de precipitaciones (≥ 1.0 mm)                  | 8.2                                                 | 8.6                                                 | 8.6                                                 | 7.5                                                 | 9.1                                                 | 10.0                                                | 10.4                                                | 7.6                                                 | 8.3                                                 | 7.6                                                 | 8.8                                                 | 9.1                                                 | 103.8                                               |
| Humedad relativa (%)                                | 84.3                                                | 82.2                                                | 77.7                                                | 69.6                                                | 67.7                                                | 71.5                                                | 72.1                                                | 72.4                                                | 77.7                                                | 81.0                                                | 85.9                                                | 87.3                                                | 77.5                                                |
| Fuente: World Meteorological Organization           |                                                     |                                                     |                                                     |                                                     |                                                     |                                                     |                                                     |                                                     |                                                     |                                                     |                                                     |                                                     |                                                     |